# Schist Peak
Schist Peak är en bergstopp i Antarktis. Den ligger i Östantarktis. Nya Zeeland gör anspråk på området. Toppen på Schist Peak är 1 650 meter över havet, eller 358 meter över den omgivande terrängen. Bredden vid basen är 4,2 km.
Terrängen runt Schist Peak är kuperad norrut, men söderut är den bergig. Trakten är obefolkad. Det finns inga samhällen i närheten.